# Tammy – Voll abgefahren
Tammy – Voll abgefahren (Originaltitel: Tammy) ist eine US-amerikanische Filmkomödie aus dem Jahr 2014 von Regisseur Ben Falcone, die am 3. Juli 2014 in die deutschen Kinos kam.

## Handlung
Tammy verliert an einem einzigen Tag ihren Job in einem Fast-Food-Restaurant und ihren Ehemann, der sie betrügt. Sie will nur noch weg – aber ihr Auto ist defekt.
Als Ausweg bleibt nur noch ihre Großmutter Pearl, die ihr Auto unter der Bedingung verleiht, dass sie mitkommen und das Ziel bestimmen darf. Da diese das nötige Kleingeld hat, willigt Tammy ein und die beiden begeben sich auf den Weg zu den Niagarafällen. Während des Road Trips wird klar, dass Pearl ein massives Alkoholproblem hat und auch das Verhältnis zwischen ihr und ihrer Enkelin durch diverse Vorfälle angeknackst ist.
Als Tammy und ihre Großmutter wegen Pearls Alkoholexzessen festgenommen werden und Pearl nur die Kaution für Tammy bezahlen kann, beschließt diese kurzerhand ein Fast-Food-Restaurant zu überfallen, um ihre nicht ganz gesunde Großmutter aus der Haft befreien zu können. Nachdem sie das in die Tat umsetzen konnte, gelten beide als flüchtig. Die beiden beschließen Pearls Cousine Lenore und ihrer Partnerin Susanne einen Besuch abzustatten. Dort nehmen sie an einer Party von Frauen zum 4. Juli teil, auf der die Großmutter erneut dem Alkohol verfällt und Tammys Gefühle verletzt. Am nächsten Tag wird Tammy wegen des Überfalls von der Polizei festgenommen und kommt ins Gefängnis.
Der Film endet 38 Tage später, als Tammy wieder frei ist. Nach einem Treffen mit ihrem Vater befreit sie ihre Großmutter aus einem Altenheim. Mit ihr, Lenore, Susanne und Bobby, den sie während des Road Trips kennen lernte, besucht sie die Niagarafälle.

## Rezeption

### Kritiken
„Die Rambo-Radikalität, mit der Melissa McCarthy Tammy spielt, hat man in ‘Brautalarm’ oder ‘The Heat’ so oder so ähnlich schon gesehen. Aber wenn man sich fragt, ob noch ein Film mit noch so einer weiblichen Hauptrolle nötig ist, muss man nur die ersten Kommentare im Internet zum Trailer lesen, die beispielsweise giften, wo so ein Nilpferd überhaupt zur Schauspielschule gehen dürfe. Und dann weiß man: Solange es solche Reaktionen noch gibt, sollte Melissa McCarthy noch Hunderte solcher Filme machen.“

„Im vergangenen Jahr gab es eine großartige, witzige Polizei-Komödie mit Melissa McCarthy und Sandra Bullock namens ‘Taffe Mädels’, in der McCarthy als extrem prolliger Supercop brillierte. ‘Tammy’ hat es nur mit dem ‘prollig’ versucht und scheitert gewaltig. Da hilft nicht mal Susan Sarandon.“

### Auszeichnungen
- Palm Springs International Film Festival 2014
  - Ben Falcone in der Liste Directors to Watch[5]

- Teen Choice Awards 2014
  - Nominierung für den Choice Summer Movie Star: Melissa McCarthy

- 41st People’s Choice Awards 2015
  - Nominierung für die Favorite Movie Actress: Melissa McCarthy

- Goldene Himbeere 2015
  - Nominierung für die schlechteste Schauspielerin: Melissa McCarthy
  - Nominierung für die schlechteste Nebendarstellerin: Susan Sarandon